# Rosalind Russell
Pour les articles homonymes, voir Russell.
Rosalind Russell est une actrice américaine, née le 4 juin 1907 à Waterbury, Connecticut et morte le 28 novembre 1976 à Beverly Hills, Californie.

## Biographie

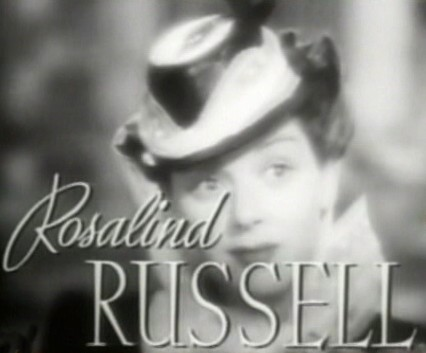
Dans Femmes (1939)

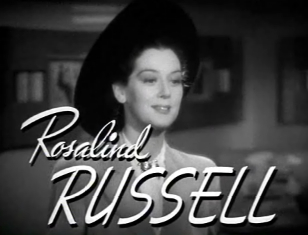
Dans Quand une femme s’en mêle (1941)

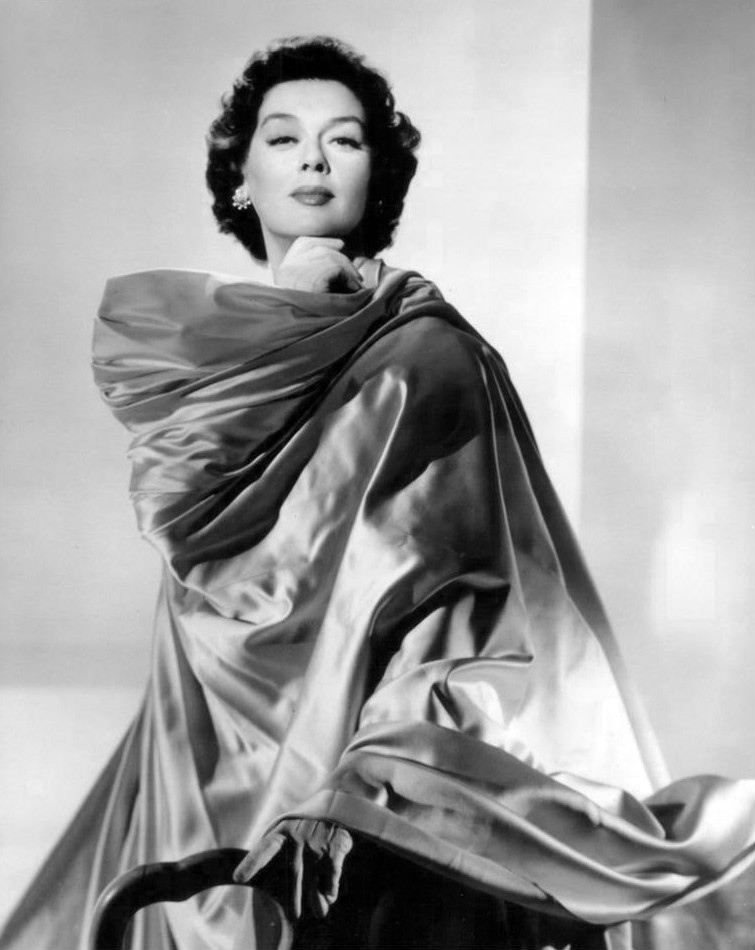
Rosalind Russell en 1956

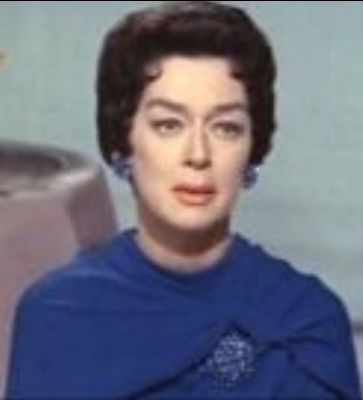
Dans Ma tante (1957)

Le 25 octobre 1941, elle épouse Frederick Brisson, dont elle a un fils unique, Lance (né le 7 mai 1943). Cary Grant est à l'origine de leur rencontre puisque Grant tournait La Dame du vendredi avec Rosalind Russell lorsqu'il lui présenta son ami Frederick. Rosalind Russell restera Madame Brisson jusqu'à sa mort d'un cancer du sein le 28 novembre 1976.
Rosalind Russell a une étoile sur le Walk of Fame de Hollywood. Elle a également gagné en 1953 le Tony Award de la meilleure actrice pour la comédie musicale Wonderful Town, adaptation musicale de Ma sœur est capricieuse.

## Filmographie

### Cinéma

#### Années 1930
- 1934 : Le Témoin imprévu (Evelyn Prentice) de William K. Howard
- 1934 : The President Vanishes de William A. Wellman
- 1934 : Souvent femme varie (Forsaking all others) de W. S. Van Dyke
- 1935 : La Chanson de la jeunesse (The Night Is Young) de Dudley Murphy
- 1935 : Un drame au casino (The Casino Murder Case) de Edwin L. Marin
- 1935 : Tel père tel fils (West Point of the Air) de Richard Rosson
- 1935 : Imprudente Jeunesse (Reckless) de Victor Fleming
- 1935 : La Malle de Singapour (China seas) de Tay Garnett
- 1935 : Code secret (Rendezvous) de William K. Howard
- 1936 : C'était inévitable (It Had to Happen) de Roy Del Ruth
- 1936 : Sous deux drapeaux (Under two flags) de Frank Lloyd
- 1936 : À vos ordres, Madame (Trouble for Two) de J. Walter Ruben
- 1936 : L'Obsession de madame Craig (Craig's Wife) de Dorothy Arzner
- 1937 : La Force des ténèbres (Night Must Fall) de Richard Thorpe
- 1937 : La Vie, l'Art et l'Amour (Live, Love and Learn) de George Fitzmaurice
- 1938 : Man-Proof de Richard Thorpe
- 1938 : Quatre au paradis (Four's a Crowd) de Michael Curtiz
- 1938 : La Citadelle (The Citadel) de King Vidor
- 1938 : Mon mari conduit l'enquête (Fast and Loose) d'Edwin L. Marin
- 1939 : Femmes (Woman) de George Cukor

#### Années 1940
- 1940 : La Dame du vendredi (His Girl friday) de Howard Hawks avec Cary Grant
- 1940 : J’ai loué ma femme (Hired Wife) de William A. Seiter
- 1940 : Finie la comédie (No Time for Comedy) de William Keighley
- 1940 : La Mariée célibataire (This Thing Called Love) d'Alexander Hall
- 1941 : L'aventure commence à Bombay (They met in Bombay) de Clarence Brown
- 1941 : Quand une femme s’en mêle (The Feminine Touch) de W. S. Van Dyke
- 1941 : Évitons le scandale ! (Design for Scandal) de Norman Taurog
- 1942 : Mon secrétaire travaille la nuit (Take a Letter, Darling) de Mitchell Leisen
- 1942 : Ma sœur est capricieuse (My Sister Eileen) d'Alexander Hall
- 1943 : Perdue sous les tropiques (Flight for Freedom) de Lothar Mendes
- 1943 : What a Woman! d'Irving Cummings
- 1945 : Roughly Speaking de Michael Curtiz
- 1945 : She Wouldn't Say Yes d'Alexander Hall
- 1946 : Sister Kenny de Dudley Nichols
- 1947 : Peter Ibbetson a raison (The Guilt of Janet Ames) d'Henry Levin
- 1947 : Le deuil sied à Électre (Mourning becomes Electra) de Dudley Nichols
- 1948 : Quand le rideau tombe (The Velvet Touch) de Jack Gage
- 1949 : Pas de pitié pour les maris (en)  (Tell It to the Judge) de Norman Foster

#### Années 1950
- 1950 : Suzy... dis-moi oui (A Woman of Distinction) d'Edward Buzzell
- 1952 : N'embrassez pas les WACs (Never Wave at a WAC) de Norman Z. McLeod
- 1955 : L'Héritière de Las Vegas (The Girl Rush) de Robert Pirosh
- 1955 : Picnic de Joshua Logan
- 1957 : Ma tante (Auntie Mame) de Morton DaCosta

#### Années 1960 et 1970
- 1961 : Le Gentleman en kimono (A Majority of One) de Mervyn LeRoy
- 1962 : Il vint un étranger (Five Finger Exercise) de Daniel Mann
- 1962 : Gypsy, Vénus de Broadway (Gypsy) de Mervyn LeRoy
- 1966 : Le Dortoir des anges (The Trouble with Angels) d'Ida Lupino
- 1967 : Oh Dad, Poor Dad, Mama's Hung You in the Closet and I'm Feeling So Sad de Richard Quine
- 1967 : Les Riches familles (Rosie!) de David Lowell Rich
- 1968 : Les Gamines explosives (Where Angels Go, Trouble Follows) de James Neilson
- 1971 : Mrs. Pollifax-Spy de Leslie H. Martinson

### Télévision
- 1951 : Schlitz Playhouse of Stars (Série - 1 épisode)
- 1955 : Letter to Loretta (Série - 2 épisodes)
- 1956 : General Electric Theater (Série - 1 épisode)
- 1958 : Summer Theatre (Série - 1 épisode)
- 1958 : Wonderful Town de Mel Ferber et Herbert Ross (Téléfilm)
- 1959 : Startime (Série - 1 épisode)
- 1972 : The Crooked Hearts de Jay Sandrich (Téléfilm)

## Distinctions

### Récompenses
- Golden Globes 1947 : Golden Globe de la meilleure actrice pour Sister Kenny
- Golden Globes 1948 : Golden Globe de la meilleure actrice pour Le Deuil sied à Électre
- Tony Awards 1953 : Tony Award de la meilleure actrice dans une comédie musicale pour Wonderful Town
- Golden Globes 1959 : Golden Globe de la meilleure actrice dans un film musical ou une comédie pour Ma tante
- Golden Globes 1962 : Golden Globe de la meilleure actrice dans un film musical ou une comédie pour Le Gentleman en kimono
- Golden Globes 1963 : Golden Globe de la meilleure actrice dans un film musical ou une comédie pour Gypsy, vénus de Broadway
- Screen Actors Guild Awards 1976 : Prix d'honneur pour l'ensemble de sa carrière

### Nominations
- Oscars 1943 : Oscar de la meilleure actrice pour Ma sœur est capricieuse
- Oscars 1947 : Oscar de la meilleure actrice pour Sister Kenny
- Oscars 1948 : Oscar de la meilleure actrice pour Le Deuil sied à Électre
- Oscars 1959 : Oscar de la meilleure actrice pour Ma tante
- Baftas 1960 : Bafta de la meilleure actrice (étrangère) pour Ma tante